# Schmiterlöw
Schmiterlöw är en gammal tysk patriciersläkt från Pommern som tidigare hette Schmiterlow. 
Ätten introducerades 1723 på Riddarhuset under nummer 1768 utan föregånget adlande då släkten räknades jämbördig med den pommerska lantadeln. Ättemedlemmar i Tyskland skriver sig von Schmiterlöw.

## Kända släktmedlemmar
- Henning Christian Schmiterlöw (1754–1813), poet
- Charlotte von Schmiterlöw, mor till Ernst Trygger (1857–1943)
- Georg Schmiterlöw (1873–1959), gymnastikinspektör
- Adelheid von Schmiterlöw (1875–1959), övertog 1888 Tagels gård
- Henning Schmiterlöw (1881–1952), överste
- Vera Schmiterlöw (1904–1987), skådespelerska
- Carl Schmiterlöw  (1916–1984), farmakolog
- Bertram Schmiterlöw (1920–2002), konstnär
- Christer Schmiterlöw (1926–1995), konstnär